# Musca rubiginea
Musca rubiginea är en tvåvingeart som först beskrevs av Franz Paula von Schrank 1803.  Musca rubiginea ingår i släktet Musca och familjen blomflugor.
Artens utbredningsområde är Tyskland. Inga underarter finns listade i Catalogue of Life.